# Club Atlético Capurro
Club Atlético Capurro var en professionell fotbollsklubb från Montevideo, Uruguay. Klubben grundades 1914, och slogs samman med Olimpia Football Club 1932 för att bilda Club Atlético River Plate. 